# Salamanca (Mexico)
 For alternative betydninger, se Salamanca (flertydig). (Se også artikler, som begynder med Salamanca)
Salamanca (Xidoo eller tepetate-stedet på otomí) er en by og en kommune i den mexikanske delstat Guanajuato. Byen blev grundlagt af vicekongen Gaspar de Zúñiga y Acevedo den 1. januar 1603 under navnet Villa de Salamanca. Folketællinger fra 2005 viser at byen havde et indbyggertal på 143.838.